# William Edward Martz
William Edward Martz (* 21. März 1945 in Detroit; † 17. Januar 1983 in Milwaukee) war ein US-amerikanischer Schachspieler.

## Leben
Martz hat im Jahr 1970 ein Jura-Studium an der Marquette University abgeschlossen und besaß auch einen Abschluss in Mathematik. Er war tätig als Schachspieler und als Manager des Familienbetriebes, einer Automobilhandlung für Chevrolets in Milwaukee.
Martz, der in Wauwatosa nahe Milwaukee gelebt hat, verstarb im Jahr 1983 und hinterließ seine Ehefrau Norma, seine Eltern und zwei Brüder.

## Schachkarriere
1965 wurde er Jugendmeister der Vereinigten Staaten. Er nahm an den Studentenolympiaden 1967 in Harrachov, 1968 in Ybbs und 1971 in Mayagüez teil und erreichte mit der Mannschaft 1967 und 1971 den zweiten Platz. Er gehörte außerdem zur Mannschaft der USA bei der Schacholympiade 1972 in Skopje.
Er wurde eingeladen zu den stark besetzten geschlossenen USA-Meisterschaften 1972 in New York, wo er mit 6,5 aus 13 Partien ein ausgeglichenes Ergebnis erreichte und 1973 in El Paso, wo er 3,5 aus 12 Partien erzielte.
1975 wurde ihm der Titel eines Internationalen Meisters verliehen.
Bis 1977 nahm Martz an einer Reihe von offenen Turnieren in Nordamerika und Westeuropa teil.
Zur Jahreswende 1980/1981 gehörte er neben Vlastimil Hort und Guðmundur Sigurjónsson zu den schachlichen Sekundanten von Robert Hübner im Kandidatenfinale gegen Viktor Kortschnoi in Meran.
Als Spieler im Spitzenschach trat er erneut 1982 im doppelrundigen Cloverline-Turnier von Chicago in Erscheinung, wobei er gegen die Großmeister Hübner, Kortschnoi, Walter Shawn Browne, Roman Dzindzichashvili und Anatoli Lein 3 Punkte aus 10 Partien erzielte. Danach konnte er im gleichen Jahr im US-Open zu Saint Paul den ersten Platz mit Andrew Soltis teilen.
Häufig hat Martz Simultanveranstaltungen in Schulen und Klubs gegeben, wobei er gegen 25 bis 50 Gegner antrat.
Hübner, der mit Martz befreundet war, hat eine Partie gegen ihn aus dem Turnier zu Chicago 1982 in seine Partiensammlung 25 Annotated Games aufgenommen und kommentiert.
Nach Martz ist eine Zugfolge benannt worden, um den Vierbauernangriff der Königsindischen Verteidigung einzuleiten: Nach
1. d2–d4 Sg8–f6 2. c2–c4 g7–g6 3. Sb1–c3 Lf8–g7 4. e2–e4 d7–d6 spielt Weiß anstelle von 5. f2–f4, was die Antwort 5. … c7–c5 6. Sg1–f3 c5xd4 7. Sf3xd4 Sb8–c6 8. Lc1–e3 Sf6–g4 erlauben würde, stattdessen 5. Lf1–e2 0–0 6. f2–f4. Martz nahm als Weißer in seiner Partie gegen Exweltmeister Tigran Petrosjan im Turnier zu Lone Pine 1976 nach den weiteren Zügen 6. … c7–c5 7. Sg1–f3 c5xd4 8. Sf3xd4 Sb8–c6 9. Lc1–e3 Lc8–d7 10. 0–0 Sc6xd4 11. Le3xd4 Ld7–c6 12. Le2–f3 a7–a5 13. c4–c5 d6xc5 dessen Remisangebot an.
Martz’ letzte Elo-Zahl betrug 2405, seine höchste Elo-Zahl von 2420 erreichte er im Juli 1972.